# شون روذرفورد
شون روذرفورد (بالإنجليزية: Shaun Rutherford)‏ (3 أكتوبر 1996 في المملكة المتحدة - ) هو لاعب كرة قدم بريطاني في مركز الدفاع. لعب مع كوين أوف ساوث ونادي اربوراث ونادي ليفينغستون لكرة القدم.

## وصلات خارجية
- شون روذرفورد على موقع قاعدة بيانات كرة القدم.إي يو (الإنجليزية)
- شون روذرفورد على موقع Soccerbase.com (لاعب) (الإنجليزية)